# Auxiliaires hispaniques carthaginois
Sauf précision contraire, les dates de cet article sont sous-entendues « avant l'ère commune » (AEC), c'est-à-dire « avant Jésus-Christ ».
Après la conquête de l'Ibérie, le gros de l'armée carthaginoise est constitué de troupes originaires de la péninsule. Ces troupes proviennent de deux ethnies différentes : les tribus ibères du sud et de l'est et les tribus celtibères de l'intérieur. Elles constituent les troupes les plus disciplinées des armées puniques, si l'on excepte l'infanterie libyphénicienne. Ces soldats, en majorité mercenaires – encore qu'il soit possible qu'il existât des contingents obéissant aveuglément à des généraux charismatiques, comme Hannibal, suivant la traditionnelle devotio ibérica (es) – fournissent des troupes de cavalerie légère, d'infanterie légère et lourde.
Après la conquête romaine, durant la deuxième guerre punique, Rome a continué à recruter des auxiliaires hispaniques dans ses armées en complément. En effet, l'armée romaine est connue pour sa force dans l'infanterie lourde, ce qui obligeait la République romaine à recruter des auxiliaires aussi bien dans la cavalerie que dans les archers (ou dans les tirailleurs) ou encore dans l'infanterie légère.
Avec l'avènement de l'Empire romain, en 27, sous l'empereur Auguste, la proportion de tous les auxiliaires est estimée à la moitié des effectifs soit 150 000 hommes, proportion restant stable au cours des premiers siècles de l'Empire. On peut facilement savoir d'où une unité d'auxiliaire est issue, car son nom indique où l'unité a été constituée et où son premier recrutement a été effectué.
Les auxiliaires hispaniques peuvent être divisés en deux groupes: ceux recrutés en Tarraconaise et ceux recrutés en Lusitanie. En Tarraconaise, sous Auguste, 12 ailes de cavalerie (ala en latin) et 49 cohortes étaient recrutées parmi le peuple (Hispani) et les peuplades (Arauaci, Astures, Ausétans, Bracaraugustani, Cantabri, Carietes, Celtiberi, Lucences, Vardulli et Vascones) de la province. En Lusitanie, 9 cohortes étaient recrutées dans la province, dans le peuple  de Lusitani.

## Auxiliaires hispaniques dans l'armée carthaginoise

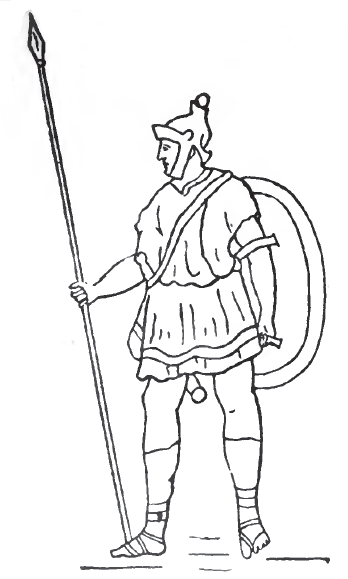
Un soldat hispanique d'Hannibal

### Infanterie légère
Les fantassins de l'infanterie légère portent un petit bouclier de type caetra, et sont d'ailleurs désignés sous le nom de caetratii. Ils sont agiles et rapides, ce qui les rend utiles pour les missions de reconnaissance, les embuscades et les retraites. Outre leur bouclier, ils sont également armés d'un poignard ou d'un couteau, et de plusieurs javelots, et/ou une lance à pointe de bronze. De plus, comme équipement de protection, ils sont dotés de cuirasse de lin, et parfois des cottes de mailles. Ce type de troupes est notamment fréquent dans les troupes lusitaniennes.
Leur faiblesse est d'être trop légèrement équipés pour résister à la cavalerie. Historiquement, les Caetratii sont un des types de troupes les plus nombreux dans les armées ibériques. Organisés en unités polyvalentes, ce sont généralement des soldats non-professionnels, même si leur participation aux constantes guerres tribales en font des combattants aguerris.

### Infanterie lourde

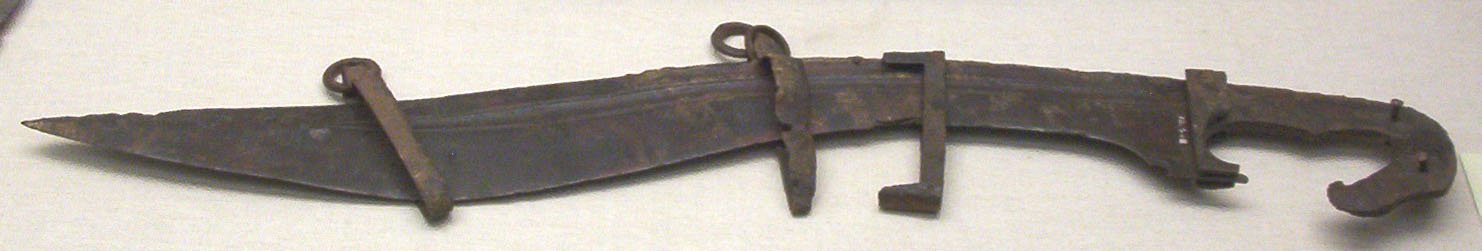
Une falcata

L'infanterie lourde ibérique porte une armure de mailles ou d'écailles, un heaume et un bouclier ovale et large, semblable au scutum romain des temps de la République. Son arme principale est la falcata, une épée courte à double tranchant, légèrement courbée, utilisée pour trancher ou poignarder. Ces fantassins lourds équipés du bouclier de type scutum peuvent être désignés sous le nom de Scutarii. Ils sont plus expérimentés et qualifiés que les caetratii, ainsi que mieux équipés et protégés, constituant ainsi généralement la ligne principale dans les armées ibériques.

### Cavalerie
La plupart des cavaliers ibériques sont performants, notamment sur les terrains accidentés, très fréquents en Hispanie. Ils portent un casque de bronze et des plaques sur la poitrine combinée avec une armure de cuir. Ils sont équipés de la falcata et de la caetra.  Les cavaliers ibériques sont bien protégés et assez rapide pour résister à la plupart des cavaleries légères, ainsi qu'à l'infanterie moyenne, mais ils sont vulnérables face à l'infanterie lourde ou à la cavalerie lourde. Lors de la deuxième guerre punique, ils ont le dessus sur la cavalerie romaine, de moindre qualité. Ils ont d'ailleurs souvent avantagés, tout au moins jusqu'à l'arrivée de mercenaires numides (cavaliers numides).